# 萊姆斯特蘭
萊姆斯特蘭（荷蘭語：Lemsterland）是荷蘭的一個已撤銷的市镇，位於荷蘭北部，屬於弗里斯兰省。2014年，萊姆斯特兰被併入新設立的德弗里瑟梅伦。